# Улотрикс
Улотри́кс (Ulothrix) — рід багатоклітинних зелених водоростей. За інформацією бази даних AlgaeBase містить 40 визнаних видів.
Улотрикс дуже поширений у річках, живе, прикріплюючись до підводних предметів, утворюючи яскраво-зелені обростання. Баговиння улотрикса складається з нерозгалужених ниток різної довжини, які на початку росту прикріплюються до субстрату безбарвною видовженою клітиною — ризоїдом. Клітини ниток циліндричні або бочкоподібні, короткі. Кожна клітина має ядро, пристінний хлоропласт у вигляді неповного кільця і один або кілька піреноїдів.
Більшу частину життя водорість проводить у стані гаметоспорофіта, який має вигляд довгих нерозгалужених однорядних ниток. У кожної клітини нитки (за винятком базальної) є пристінний хлоропласт у вигляді незамкненого кільця, кілька піреноїдів, одне ядро; центр клітини зайнятий вакуолею з клітинним соком. Всі клітини здатні до поділу, що обумовлює постійне наростання талому в довжину, а також утворення репродуктивних клітин. Базальна клітина, за допомогою якої водорість прикріплюється до субстрату, відрізняється від звичайних вегетативних клітин нитки: вона витягнута у короткий ризоїд, не здатна до поділу, має редукований хлоропласт.
Вегетативне розмноження відбувається фрагментацією нитки. При нестатевому розмноженні у будь-якій клітині утворюються 2-4 (8) чотириджгутикові зооспори. Зооспороутворення розпочинається в апікальній частині нитки і просувається до її основи. Зрілі зооспори виходять назовні у слизовому міхурі через боковий отвір клітинної стінки. Міхур швидко розчиняється. Після певного періоду руху зооспора зупиняється, відкидає один за одним усі чотири джгутики, при кріплюється боком до субстрату і проростає в нову нитку.
Статевий процес ізогамний. Будь-яка клітина нитки здатна утво рити велику кількість (8-64) дводжгутикових ізогамет, які для копуляції виходять у зовнішнє середовище. Нитки Ulothrix є роздільностатевими, оскільки, незважаючи на морфологічну схожість гамет, одні нитки продукують лише фізіологічно жіночі гамети («плюс»-гамети), інші – фізіологічно чоловічі («мінус»-гамети). Після копуляції зигота деякий час зберігає джгутики i рухається, тобто перебуває у стані планозиготи. Далі вона зупиняється, втягує джгутики, виробляє товсту оболонку і переходить у стан спокою. Після його завершення зигота проростає у булавоподібний одноклітинний спорофіт (стадія Codiolum): вона формує трубковидний випин, куди переходить цитоплазма та ядро; далі випин здувається, набуваючи грушоподібної форми; потім диплоїдне ядро спорофіта редукційно ділиться і він утворює 4-8 чотириджгутикові зооспори. Останні через отвір у клітинній оболонці виходять назовні у слизовому міхурі; слиз швидко розчиняється, і зооспори звільняються. Після деякого періоду активного руху зооспори осідають на субстрат і проростають, даючи початок новим нитчастим гаметоспорофітам.
Види роду поширені переважно у морях, де зустрічаються у супраліторальних ваннах або в обростаннях літоральної зони. Кілька видів досить часто зустрічаються у прісних водоймах – переважно в холодних гірських річках та струмках, а також у весняний сезон в річках та озерах помірного поясу.